# Тапакуло меридійський
Тапакуло меридійський (Scytalopus meridanus) — вид горобцеподібних птахів родини галітових (Rhinocryptidae).

## Поширення
Ендемік Венесуели. Поширений в Андах на заході Венесуели у штатах Мерида, Тачира, Лара і Трухільйо. Мешкає у підліску гірських лісів та їхніх узліссях, переважно на висоті від 1600 до 3300  метрів над рівнем моря.

## Опис
Птах має довжину від 10,5 до 11,5 см і важить від 13,5 до 16,5 г. Верхня частина тіла самця темно-сіра з коричневим відтінком; круп і крила коричневі. Горло, груди та живіт блідо-сірі, а боки та крижі (ділянка навколо клоаки) темно-коричневі з ледь помітними темнішими смугами. Самиця, як правило, блідіша, але коричневий відтінок верхньої частини тіла темніший, а коричневі боки світліші.

## Підвиди
- Scytalopus meridanus fuscicauda Hellmayr, 1922 — в Мериді і Тачирі.
- Scytalopus meridanus meridanus Hellmayr, 1922 — в Ларі і Трухільйо.